# Switlana Salischtschuk

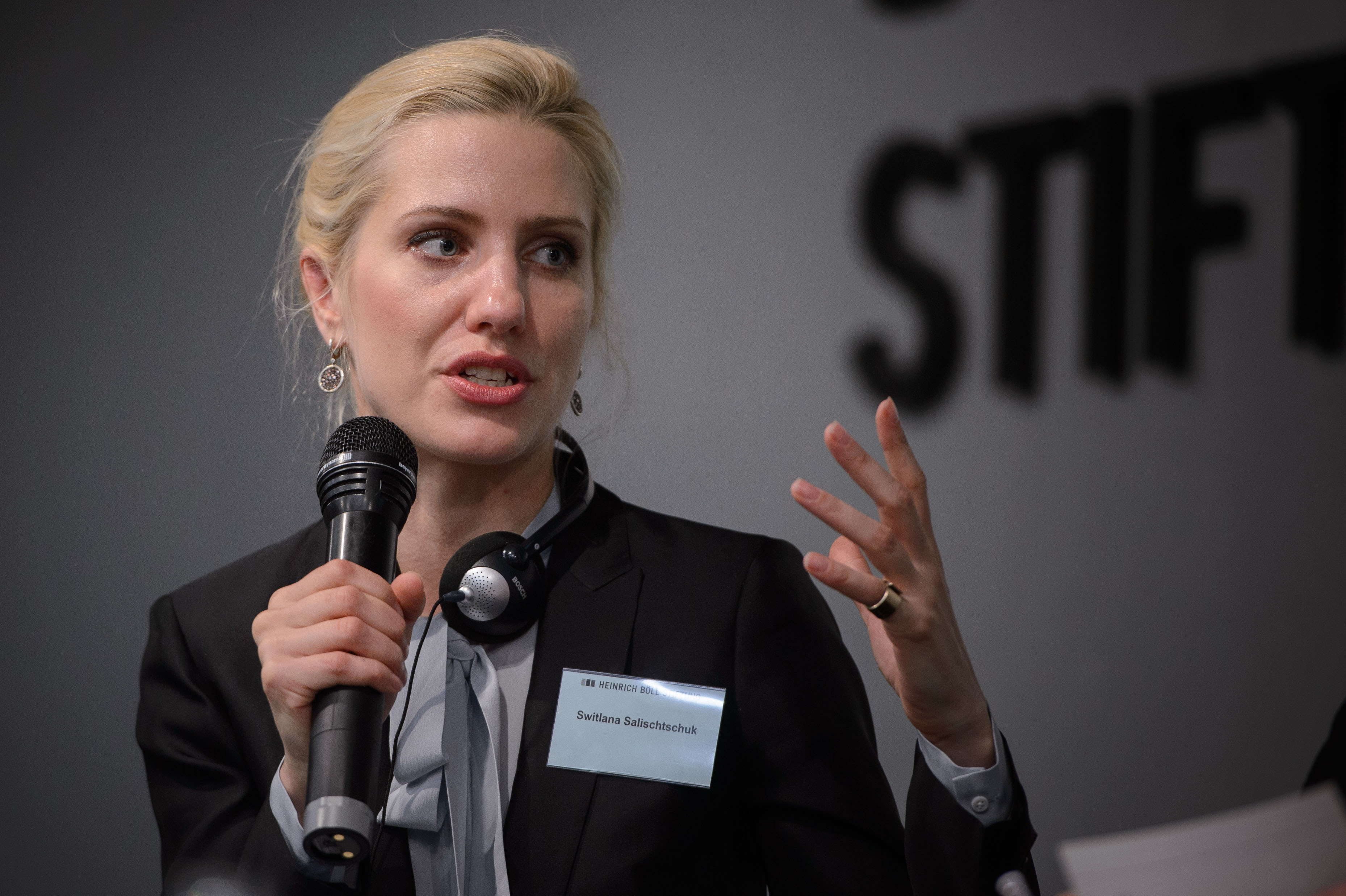
Switlana Salischtschuk (2015)

Switlana Petriwna Salischtschuk (ukrainisch Світлана Петрівна Заліщук; geboren am 24. Oktober 1982 in Schaschkiw, Oblast Tscherkassy, Ukrainische SSR) war Volksabgeordnete der Ukraine der 8. Wahlperiode, Mitglied des Ausschusses für auswärtige Angelegenheiten, Vorsitzende des Unterausschusses für euro-atlantische Zusammenarbeit und europäische Integration; Gründerin der gesellschaftspolitischen Bewegung #dyznayma, Journalistin und Menschenrechtsaktivistin. Ehemals war sie Mitglied des Politischen Rates der Partei Demokratische Allianz und 2019 kurzzeitig Stabsberaterin für Außenpolitik des Premierministers Oleksij Hontscharuk.

## Leben

### Ausbildung
Salischtschuk studierte Journalismus an der Nationalen Taras-Schewtschenko-Universität Kiew. Sie schloss Studium 2006 mit dem Master ab. 2008 bekam sie ein Stipendium des John Smith Memorial Trusts im Vereinigten Königreich, wo sie die Funktionsweise demokratischer Institutionen untersuchte. 2011 nahm sie am Draper Hills Summer Fellowship Program an der Stanford University, Kalifornien teil.

### Journalistische Tätigkeit
Schon an der Universität engagierte sich Salischtschuk journalistisch und war von 2001 bis 2003 Chefredakteurin des überregionalen Studentenmagazins Swit Komunikaziji (= Welt der Kommunikation). Noch während des Studiums von 2002 bis 2004 arbeitete sie als Journalistin und Redakteurin bei „Perspektiwa TV“. 2003 wurde sie für kurze Zeit vom ersten nationalen Radiosenders in der Ukraine engagiert, wo sie über aktuelle politische und kulturelle Themen berichtete. Von 2004 bis 2005 war sie internationale Korrespondentin bei dem Fernsehsender „Kanal 5“.
Schließlich wandte sie sich im Juni 2005 beruflich den politischen Organen der Ukraine zu. Sie wurde Pressesprecherin des ukrainischen Vizepremierministers und arbeitete im Sekretariat des Ministerkabinetts der Ukraine. Von 2005 bis 2006 leitete sie den Medienraum der Analyseabteilung des Präsidialamtes der Ukraine. 2006 bis 2009 stieg sie zur stellvertretenden Stabschefin des Präsidentenberaters für europäische und euro-atlantische Integration auf.
Seit 2009 arbeitet Salischtschuk als freie Journalistin für verschiedene ukrainische Medien und soziale Netzwerke. Dabei schreibt sie auch für die Zeitungen „Nowoje wremja“ (= Neue Zeit), Ukrajinska Prawda (= Ukrainische Wahrheit), Delowaja Stolyza und Wolontjer.
2012 nahm sie die Gelegenheit wahr die TV-Reihe „Wahlen 2012: Auf der anderen Seite“ zu moderieren und damit die ukrainischen Parlamentswahlen 2012 zu beobachten und zu kommentieren.

### Außerparlamentarische Aktivitäten
2006 schloss sich Salischtschuk der Nichtregierungsorganisation (NGO) „Fundazija Suspilnist“ an und arbeitete dort bis 2008 mit. Parallel dazu wurde sie Projektmanagerin bei der „Common Space Association“. 2009 beteiligte sie sich an der Gründung der NGO „Center of United Actions“ (Center UA) und wurde deren Geschäftsführerin.
Schwerpunktthemen ihres außerparlamentarischen Engagements sind die Medienreform und die Korruptionsbekämpfung. In diesem Zusammenhang gründeten sie und ihre Mitstreiter zwischen 2009 und 2014 verschiedene Bürgerinitiativen wie „Nowyj Hromadjanyn“ (= Der neue Bürger), „Stop Zensuri!“ (= Stoppt die Zensur!), „Tschesno“ (= mal ehrlich) und „Reanimazijnyj Paket Reform“ (= Reanimationsreformpaket). Seit 2013 war sie aktive Teilnehmerin des Euromaidan.
Seit Juli 2014 ist Salischtschuk Mitglied des Koordinierungsausschusses des World Movement for Democracy, das vom National Endowment for Democracy gegründet wurde. Sie ist außerdem Mitbegründerin des „Widkrytyj parlament“ (= offenes Parlament) in der Ukraine im Rahmen der Open Government Partnership mit den Vereinten Nationen.
Seit Dezember 2015 ist sie Mitglied der Arbeitsgruppe, die das Forum für Anti-Korruption leitete. Später trat sie mit BPP-Abgeordneten der Regionalräte von Batkiwschtschyna und Odessa dem Koordinierungsrat der „Bewegung für Säuberung“ bei, die der Leiter der Regionalverwaltung von Odessa, Micheil Saakaschwili, ins Leben gerufen hatte. Im Sommer 2016 gingen daraus zwei politische Gruppen hervor, die sich schließlich der Partei der Ukrainische demokratischen Allianz für Reformen (UDAR) anschlossen.

### Parlamentarische Tätigkeit
Für die 8. Wahlperiode des Werchowna Rada wurde Salischtschuk von der Partei Europäische Solidarität zur Wahl auf gestellt und war ab 27. November 2014 Volksabgeordnete der Ukraine. Dort wurde sie Vorsitzende des Unterausschusses für euroatlantische Zusammenarbeit und europäische Integration des Ausschusses für auswärtige Angelegenheiten. In ihrer Eigenschaft als stellvertretende Vorsitzende der Gruppe für interparlamentarische Beziehungen zu Großbritannien und Nordirland berichtete sie über die russische Aggression im Asowschen Meer vor dem House of Lords in London.
Seit Dezember 2014 ist Salischtschuk Mitglied des parlamentarischen Interessenverbandes „Riwni moschlywosti“ (= Chancengleichheit), der sich für Genderfragen einsetzt. Im Jahr 2015 waren Switlana Salischtschuk und Serhij Leschtschenko die ersten Abgeordneten in der Ukraine, die sich öffentlich dem „LGBT Pride“ anschlossen.
Seit Februar 2015 ist Salischtschuk Mitglied der fraktionsübergreifenden parlamentarischen Gruppe der „Euro-Optimisten“, die eine Reihe von Vertretern der Parteien Block Petro Poroschenko „Solidarität“ (BPP), Volksfront, Samopomitsch und Batkiwschtschyna vereint.
Im Juli 2016 wurde sie zusammen mit Mustafa Najjem und Serhij Leschtschenko Mitglied der Partei „Demokratische Allianz“. Sie wurde zusammen mit Wasyl Hazko für vier Monate zu Co-Vorsitzenden der Partei gewählt.
Vom Januar 2015 bis Januar 2017 war Salischtschuk Mitglied der Parlamentarischen Versammlung des Europarats (PACE), wo sie im Ausschuss zur Bekämpfung von Diskriminierung und Gleichstellung arbeitete und stellvertretendes Mitglied des Ausschusses für Kultur, Wissenschaft, Bildung und Medien wurde. Am 21. Dezember wurden Slischtschuk und Mustafa Nayem aus den Ständigen Delegationen bei der PACE und der Parlamentarischen Versammlung der Volksdeputierten der NATO aus dem Block Petro Poroschenko ausgeschlossen, da sie Mitglied einer anderen Partei seien. Offensichtlich vertraten sie unliebsame Positionen. Salischtschuk und ihre Mitstreiter erklärten, dass ihr Engagement gegen Korruption sich nicht mehr mit den Zielen der BBP vereinbaren ließe und traten 2019 nach reiflicher Überlegung aus, weil sie keine Möglichkeit der Veränderung mehr sahen.

### Einflussreiche Positionen
Vom Januar bis April 2019 war Salischtschuk internationale Beraterin des Präsidentschaftskandidaten Anatolij Hryzenka, der für das Amt des Außenministers nominiert war. Am 4. März 2020 löste Denys Schmyhal Hontscharuk als Ministerpräsident ab, behielt aber Salischtschuk nicht als Beraterin bei.
2021 wurde bekannt, dass Salischtschuk eine Beratungsposition beim neuen Leiter der Nationalen Aktiengesellschaft „Naftogaz der Ukraine“ Jurij Witrenko übernahm. Sie erklärte sich unmittelbar als Gegnerin des Projektes Nord Stream 2 und arbeitete dann heraus, dass Nord Stream 2 nicht ans Netz gehen werde.

### Privates
Am 21. Juli 2018 heiratete Switlana Salischtschuk den britischen Anwalt für internationales Strafrecht Wayne Jordash in Kiew. Jordash erhielt 2014 den Titel eines Kronanwalts der britischen Königin, der den besten Anwälten im Vereinigten Königreich verliehen wird.

### Vorträge und Präsentationen
Seit 2009 ist Salischtschuk Dozentin am Institut für Journalismus der Nationalen Taras-Schewtschenko-Universität Kiew. Sie war auch Lehrbeauftragte an ausländischen Universitäten, unter anderem in den Vereinigten Staaten (George Washington University) und in verschiedenen Teilen Europas (University of Oxford, Freie Universität Berlin, Humboldt-Universität, Universität Potsdam, Universität Vilnius etc.).
Sie war Rednerin auf verschiedenen internationalen und regionalen Foren (u. a. UNO, Europarat, EU-Parlament, Münchner Sicherheitskonferenz) zu den Themen Außenpolitik, Sicherheit und Demokratie.

### Ehrungen
2013 wurde sie anerkannt als eine der neuen Führungspersönlichkeiten der Ukraine als „40 unter 40 Ukrainern“. Von 2014 bis 2018 wurde sie als eine der „100 einflussreichsten Frauen der Ukraine“ genannt.
2016 wurde ihr der Anna-Lindh-Preis (zu Ehren der ehemaligen schwedischen Außenministerin) verliehen. Dies ist eine internationale Auszeichnung für Menschenrechtsaktivisten, die die „Gleichgültigkeit, Vorurteile, Unterdrückung und Ungerechtigkeit bekämpfen, um das menschliche Leben zu verbessern“.